# Leopoldo Brenes
Leopoldo José Brenes Solórzano (Ticuantepe, 1949. március 7. –) nicaraguai római katolikus pap, a Managuai főegyházmegye érseke, bíboros.

## Életrajz
Leopoldo Brenes 1949. március 7-én született Ticuantepe-ben, szegény családban, Liliam Solórzano Aguirre és Leo Leopoldo Brenes Flores négy gyermekének egyikeként. Tanulmányait a Ticuantepe vidéki iskolában, a masayai Cristóbal Rugada iskolában és a managuai Escuela Normalban végezte, majd középfokú tanulmányait a masayai Nemzeti Intézetben és a Colegio San José de Calasanzban folytatta. Ezt követően filozófiát tanult a managuai Nuestra Señora de Fátima Nemzeti Szemináriumban, majd teológiát a mexikói Egyházi Tanulmányok Felsőbbfokú Intézetében (ISEE). A Gregoriana Pápai Egyetemen szerzett teológiai alapdiplomát, majd a Lateráni Pápai Egyetemen dogmatikus teológiából licenciátust. 1974. január 13-án szentelték diakónussá.

## Papság
1974. augusztus 16-én szentelte pappá Managuában Miguel Obando Bravo. Ezt követően számos beosztásban szolgált, többek között a managuai Tisma, Las Brisas, La Asunción és Szent X. Piusz plébániák papja, valamint a Managuai főegyházmegye pasztorális helynöke és helyettes általános helynöke. Később a managuai Sagrada Familia, María Immaculada, San Pío X, Espíritu Santo és Santa Rosa és San Agustín plébánosa, valamint a Managuai főegyházmegye pasztorális helynöke és a hivatásokért és szolgálatokért felelős püspöki helynök.

## Püspök és érsek
II. János Pál pápa 1988. február 13-án Maturba címzetes püspökévé és a Managuai főegyházmegye segédpüspökévé nevezte ki. Püspökké szentelte 1988. március 19-én a managuai székesegyházban Miguel Obando Bravo bíboros, managuai érsek, Paolo Giglio, nicaraguai apostoli nuncius és Arturo Rivera Damas, San Salvador érseke segítségével. Püspöki jelmondata: Tu me has enviado. A Matagalpai egyházmegye püspökévé 1991. november 2-án nevezték ki, majd 2005. április 1-jén, egy nappal II. János Pál pápa halála előtt, a Managuai főegyházmegye érsekévé nevezték ki. Az érseki székes május 21-én vette birtokba. 2005. június 29-én kapta meg a palliumot XVI. Benedek pápától.
A Nicaraguai Püspöki Konferenciában a Hivatások és Szolgálatok Bizottságának elnöke, a Püspöki Konferencia főtitkára, a Nemzeti Caritas elnöke, a Katekézis Bizottság elnöke és a Társadalmi Kommunikációs Bizottság elnöke volt. Volt az Eucharisztikus Kongresszusok küldöttje, a Püspöki Szinódus Latin-Amerikáért felelős különgyűlésének küldöttje, a Latin-Amerikai Püspöki Tanács (CELAM) küldöttje, a CELAM Család-élet-ifjúság bizottságának elnöke és a Közép-Amerikai Püspöki Titkárság (SEDAC) elnöke. Volt a Nicaraguai Püspöki Konferencia alelnöke és 2006-ban lett az elnöke. Elnöki ciklusa 2021-bn ért véget, amikor is hároméves alelnöki ciklusra választották meg.
XVI. Benedek pápa 2009. október 8-án öt évre a Latin-amerikai Pápai Bizottság tagjává nevezte ki.

## Bíboros
Ferenc pápa a 2014. február 22-i konzisztóriumon bíborossá kreálta és a San Gioacchino ai Prati di Castello templomot jelölte ki címtemplomául. Ő volt a második nicaraguai és a harmadik közép-amerikai, aki bíboros lett. 2014. január 15-én Ferenc pápa megerősítette tagságát a Latin-amerikai Pápai Bizottságban, 2014. május 22-én pedig az Igazságosság és Béke Pápai Tanácsa tagjává nevezte ki.

## Címer
|                     | Jelmondata: TU ME HAS ENVIADO Te küldtél el engem |
| Korábbi változatok: |                                                   |